# Wandelhavet
Wandelhavet (også kendt som McKinleyhavet) er et farvand i Ishavet der strækker fra Nordøstgrønland til Svalbard. Dette arktiske hav ligger på den 82. nordlige breddekreds og 21. vestlige længdekreds. Havet længere mod nord og nordvest er tilfrosset året rundt. Wandelhavet går så langt vest som til Kap Morris Jesup, hvor det mødes med Lincolnhavet. Mod syd går det til Nordøstrundingen. Wandelhavet forbinder Grønlandshavet mod syd og Framstrædet.
Wandelhavet er opkaldt efter den danske søofficer C.F. Wandel, der deltog i flere ekspeditioner omkring Grønland.